# Гагат
Гагатът е вид черни на цвят плътни и подаващи се на обработка въглища, използвани за декоративни цели.

## Произход
Гагатът (на английски – jet) е известен още от неолита. Във Варненския халколитен некропол (средата на 5 хил. пр. Хр.) са намерени няколко типа мъниста от гагатни въглища.
Смята се, че гагатът се е образувал преди около 170-180 милиона години от овъгляването на вече изчезнал вид от рода на хвойновите дървета. Гагатът притежава смолист блясък. В него органическата маса се състои от въглерод (60-90%), водород, кислород, азот, а може да се срещнат и други примеси. Неговата твърдост е от 2,5 до 4 по МОС и му позволява да бъде добре обработван. Плътността му е 1,3 -1,4 г/куб.см.
Образуването на гагата се свързва с преобразуването на дървесината, погребана в морските пластове на мезозойските и кайнозойските отлагания. Среща се във вид на отделни купчини и парчета в пясъчници, мергели, а също в пластове каменни и кафяви въглища. Гагатът се обработва лесно, добре се полира и притежава красив блясък, благодарение на което (особено в източните страни) широко се използва за малки ювелирни изделия, мъниста и др.
По известни са находищата във Великобритания, Испания, Русия (п-в Крим) и Грузия. Изключително популярен е в златната и сребърна бижутерия в Англия, Испания и други страни.